# Zaira cinerea
Zaira cinerea là một loài ruồi trong họ Tachinidae.